# Глеснес, Якоб
Якоб Глеснес (норв. Jakob Glesnes; 25 марта 1994, Берген, Норвегия) — норвежский футболист, защитник американского клуба «Филадельфия Юнион».

## Клубная карьера
Глеснес — воспитанник клуба «Скогсвог». В 2010 году он начал выступать за «Лов-Хам». В 2015 году Якоб перешёл в «Асане» и отыграл за него сезон в Первой лиге Норвегии. В 2016 году Якоб стал игроком «Сарпсборг 08». 13 марта в матче против «Хёугесунна» он дебютировал в Типпелиге. Летом того же года Глеснес перешёл в Стрёмсгодсет. 14 августа в матче против «Старта» он дебютировал за новый клуб. 29 мая 2017 года в поединке против «Викинга» Якоб забил свой первый гол за «Стрёмгодсет».
31 января 2020 года Глеснес перешёл в клуб MLS «Филадельфия Юнион». В американской лиге он дебютировал 29 февраля в матче стартового тура сезона 2020 против «Далласа». 8 марта в матче против «Лос-Анджелеса» он забил свой первый гол за «Юнион». 8 декабря 2021 года Глеснес продлил контракт с «Филадельфией Юнион» до конца сезона 2024. Был отобран на Матч всех звёзд MLS 2022, в котором команда звёзд MLS встретилась с командой звёзд Лиги MX. По итогам сезона 2022 Глеснес был назван защитником года в MLS и был включён в символическую сборную MLS. 21 марта 2023 года Глеснес подписал с «Филадельфией Юнион» новый контракт до конца сезона 2025 с опцией продления на сезон 2026. Был отобран на Матч всех звёзд MLS 2023, в котором сборная звёзд MLS принимала английский «Арсенал».

## Достижения
Командные
 «Филадельфия Юнион»
- Победитель регулярного чемпионата MLS: 2020

Индивидуальные
- Участник Матча всех звёзд MLS: 2022, 2023
- Защитник года в MLS: 2022
- Член символической сборной MLS: 2022